# Erwin Hadewicz
Erwin Hadewicz (* 2. dubna 1951, Ellwangen) je bývalý německý fotbalista, záložník.

## Fotbalová kariéra
Začínal v týmu VfR Aalen. V německé bundeslize hrál za FC Bayern Mnichov a VfB Stuttgart, nastoupil ve 203 ligových utkáních a dal 9 gólů. Kariéru končil ve švýcarském týmu FC Baden a v nižší německé soutěži v týmu VfR Aalen. Dvakrát vyhrál s Bayernem bundesligu. Za západoněmeckou amatérskou fotbalovou reprezentaci nastoupil v roce 1972 v 1 utkání a za západoněmecký reprezentační B-tým nastoupil v roce 1978 v 2 utkáních. V Poháru mistrů evropských zemí nastoupil ve 2 utkáních a v Poháru UEFA nastoupil v 16 utkáních a dal 1 gól. S Bayernem vyhrál v roce 1974 Pohár mistrů evropských zemí.

## Ligová bilance
| Ročník                                  | Zápasy | Góly | Klub              |
| --------------------------------------- | ------ | ---- | ----------------- |
| Německá fotbalová Bundesliga 1973/74    | 12     | 0    | FC Bayern Mnichov |
| Německá fotbalová Bundesliga 1974/75    | 7      | 0    | FC Bayern Mnichov |
| Německá fotbalová Bundesliga 1974/75    | 18     | 0    | VfB Stuttgart     |
| 2. německá fotbalová Bundesliga 1975/76 | 21     | 4    | VfB Stuttgart     |
| 2. německá fotbalová Bundesliga 1976/77 | 28     | 5    | VfB Stuttgart     |
| Německá fotbalová Bundesliga 1977/78    | 33     | 3    | VfB Stuttgart     |
| Německá fotbalová Bundesliga 1978/79    | 28     | 0    | VfB Stuttgart     |
| Německá fotbalová Bundesliga 1979/80    | 25     | 1    | VfB Stuttgart     |
| Německá fotbalová Bundesliga 1980/81    | 31     | 0    | VfB Stuttgart     |
| Německá fotbalová Bundesliga 1981/82    | 29     | 2    | VfB Stuttgart     |
| Německá fotbalová Bundesliga 1982/83    | 20     | 0    | VfB Stuttgart     |
| CELKEM Bundesliga                       | 203    | 9    |                   |